# Something magic
Something magic is het negende studioalbum van Procol Harum.

## Inleiding
Het voorgaande album Procol's ninth werd geproduceerd door Jerry Leiber en Mike Stoller. Procol Harum zag voortzetting van die samenwerking wel zitten, maar de heren hadden elders werkzaamheden genoeg. De band ging samenwerking met producersduo Ron en Howie Albert. De opnamen waren gepland in de Criteria Studios in Miami en de band ging er met zelfvertrouwen naartoe. Eenmaal aangekomen bekeken Ron en Howie het meegenomen materiaal en dat was in hun ogen van onvoldoende kwaliteit; ze keurden meer dan de helft af. Om de leemte op te vullen stelde Brooker voor een reeds lang in ontwikkeling zijnde nummer van hem en Keith Reid zodanig te bewerken dat het een hele plaatkant in beslag zou nemen; het nummer werd van 15 tot bijna 19 minuten opgerekt. Het duo was er tevreden over, Brooker en Reid minder; het leek in hun ogen te veel ogen (vandaar de lange tijd op de plank) op In held 'Twas in I van het album Shine on Brightly.  Er waren meer ergernissen; de Alberts wilde dat gerenommeerd drummer B.J. Wilson gebruik maakte van een voorloper van click track.
Procol Harum schakelde nog plaatselijk musicus Mike Lewis voor een (beter) arrangement voor Something magic; Copping moest het nummer Skating on thin ice voorzien van blazers.   
Something magic is het eerste album dat Procol Harum buiten het Verenigd Koninkrijk opnam. Het was ook het album waarbij het voor hun traditionele hammondorgel niet te horen is, het is vervangen door een synthesizer. 

## Musici
- Gary Brooker – zang, piano
- Mick Grabham – elektrische gitaar
- Pete Solley – toetsinstrumenten
- Chris Copping – basgitaar
- Barrie Wilson – drumstel, percussie

## Muziek
| Nr. | Titel                                 | Duur  |
| --- | ------------------------------------- | ----- |
| 1.  | Something magic (Brooker, Reid)       | 3:37  |
| 2.  | Skating on thin ice (Brooker, Reid)   | 4:49  |
| 3.  | Wizard man (Brooker, Reid)            | 2:41  |
| 4.  | The mark of the claw (Grabham, Reid)  | 4:40  |
| 5.  | Strangers in space (Brooker, Reid)    | 6:07  |
| 6.  | The worm and the tree (Brooker, Reid) | 18:35 |

The worm and the tree is onderverdeeld in drie delen en vervolgens weer in meerdere secties:
- I: Introduction-Menace-Occupation
- II Enervation-Expectaney-Battle
- III: Regeneration – Epilogue

Brooker spreekt hier in plaats zang. De suite is een allegorie over leven, dood en wedergeboorte; hetgeen wellicht een voorspelling over Procol Harum zou zijn. Er volgde een Britse tournee, waarna Copping opstapte. Met Elton John bassist Dee Murray ging Procol Harum op tournee naar de Verenigde Staten. Het album haalde nog net een aantal albumlijsten. Verenigde Staten (146), Canada (84), Denemarken (16), Noorwegen (19 in twee weken), Zweden (23 in twee weken) en Nederland (16 in drie weken) noteerden het album.
In mei 1977, toen dat alles achter de rug was, werd het stil rondom de band, ook Grabham was opgestapt. Brooker nam soloalbums op. In de daaropvolgende jaren was de progressieve rock ondergesneeuwd in de nieuwe golf van punk, dat niets moest hebben van lang uitgespannen nummers.
Pas in 1991 zou er nieuw werk van Procol Harum worden uitgebracht. Van Something magic zijn dan alleen Brooker en Reid over; oudgedienden Matthew Fisher en Robin Trower kwamen terug. 
In 1995 kwam de cd-versie uit. In 2009 kwam er een versie uit met een aantal bonustracks waaronder You’d better wait en This old dog; in eerste instantie afgekeurd. In 2020 volgde een nog uitgebreidere versie. De disc (met bonustracks) werd aangevuld met een tweede, waarop opnamen van Procol Harum voor de British Broadcasting Corporation (BBC). 